# Monticello Brianza

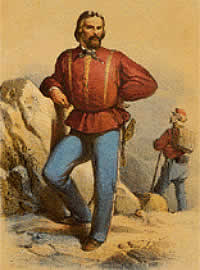
Giuseppe Sirtori während des Feldzuges in Unteritalien, 1860

Monticello Brianza ist eine Gemeinde in der Provinz Lecco in der italienischen Region Lombardei mit 4123 Einwohnern (Stand 31. Dezember 2023).

## Geographie
Monticello Brianza liegt etwa 15 km südwestlich der Provinzhauptstadt Lecco und 30 km nordöstlich der Millionen-Metropole Mailand in der Provinz Monza und Brianza. Im Jahr 1971 hatte die Gemeinde Monticello eine Fläche von 465 Hektar.
Die Nachbargemeinden sind Barzanò, Besana in Brianza (MB), Casatenovo, Cassago Brianza, Missaglia, Renate (MB) und Viganò.

## Geschichte
Der Ortsname wird in einem Pergament aus dem Jahr 903 erwähnt, das sich auf die Übertragung einiger Ländereien durch Berengar I. am Dom von Monza bezieht, darunter ein Grundstück in dem Ort qui dicitur Monticelli. In den Statuten der Straßen und Gewässer des Herzogtums Mailand wurde er im Hof von Casate Nuovo als el locho da Montesello con Casirago aufgeführt. Im Jahr 1411, mit der Bestätigung der bereits von Bernabò Visconti gewährten Immunitäten und Befreiungen für die Ghibellinen Montis Brianzie partium nostrarum Martexane superioris, und in der am 10. Juli 1412 dem Herzog von Mailand Filippo Maria Visconti geschworenen Urkunde, wurde omnia communia Montisbriantie contrate Martesane genannt, einschließlich Monticello. Im Grundbuch des Herzogtums Mailand von 1558 und den nachfolgenden Aktualisierungen bis zum 17. Jahrhundert wird Monticello unter den Gemeinden der Pieve Missaglia aufgeführt. In einem Prospekt aus dem Jahr 1572 (Terre Ducato di Milano, 1572), in dem alle Ländereien des Herzogtums Mailand und andere, die für den Verkauf freigegeben sind, aufgeführt waren, war auch Monticello enthalten. In Urkunden aus dem 16. Jahrhundert wird Monticello häufig als Monticello di Casirago bezeichnet. Aus den Antworten, die im Jahr 1751 auf die 45 Anfragen der königlichen Volkszählungsbehörde gegeben wurden, geht hervor, dass die Gemeinde Monticello, die zur Pieve Missaglia gehörte, zu diesem Zeitpunkt von der Fehde befreit war, ohne jemals ein halbes Jahr und fünfzehn Jahre gezahlt zu haben. Im Zuge der territorialen Aufteilung, die auf die Reform der Regierung des Staates Mailand im Dezember 1755 folgte und der eine bereits 1753 skizzierte Politik der Zusammenlegung von Gemeinden vorausging (Verzeichnis der Pfarrkirchen des Staates Mailand, 1753), wurden Corte Nova, Casate Vecchio und Torre Villa zu Monticello zusammengelegt.
Nach dem vorübergehenden Zusammenschluss der lombardischen Provinzen mit dem Königreich Sardinien auf der Grundlage der durch das Gesetz vom 23. Oktober 1859 festgelegten territorialen Aufteilung wurde die Gemeinde Monticello mit 1.510 Einwohnern, die von einem fünfzehnköpfigen Gemeinderat und einem zweiköpfigen Stadtrat verwaltet wird, dem Bezirk IV von Missaglia, Bezirk III von Lecco, Provinz Como, zugeordnet. Bei der Gründung des Königreichs Italien im Jahr 1861 hatte die Gemeinde 1.619 Einwohner.
(Volkszählung 1861). Nach dem Gesetz über die Gemeindeordnung von 1865 wurde die Gemeinde von einem Bürgermeister, einer Junta und einem Rat verwaltet. Im Jahr 1867 wurde die Gemeinde in denselben Bezirk, Kreis und dieselbe Provinz eingegliedert (Verwaltungsbezirk 1867).
Wohnbevölkerung in der Gemeinde: 1.671 Einwohner (Volkszählung 1871). Im Jahr 1880 wurde die aufgelöste Gemeinde Casirago der Gemeinde Monticello zugeschlagen. Im Jahr 1882 wurden die Weiler Missagliola, Molinate und Rangione von der Gemeinde Monticello abgetrennt und zur Gemeinde Missaglia zusammengelegt. Im Jahr 1924 wurde die Gemeinde in den Bezirk Lecco der Provinz Como eingegliedert.
Nach der Gemeindereform im Jahr 1926 wurde die Gemeinde von einem Podestà verwaltet. Nach der Gemeindereform von 1946 wurde die Gemeinde Monticello von einem Bürgermeister, einer Junta und einem Rat verwaltet.

## Bevölkerung
- 189 Einwohner im Jahr 1751
- 781 im Jahr 1803 nach der Fusion mit Corte Nova, Casate Vecchio, Torre Villa und Prebone, Fusion mit Casate Nuovo im Jahr 1809
- 1 379 im Jahr 1853
- 2 330 im Jahr 1881 nach der Fusion mit Casirago im Jahr 1880.

| Bevölkerungsentwicklung | Bevölkerungsentwicklung | Bevölkerungsentwicklung | Bevölkerungsentwicklung | Bevölkerungsentwicklung | Bevölkerungsentwicklung | Bevölkerungsentwicklung | Bevölkerungsentwicklung | Bevölkerungsentwicklung | Bevölkerungsentwicklung | Bevölkerungsentwicklung | Bevölkerungsentwicklung | Bevölkerungsentwicklung | Bevölkerungsentwicklung | Bevölkerungsentwicklung | Bevölkerungsentwicklung |
| ----------------------- | ----------------------- | ----------------------- | ----------------------- | ----------------------- | ----------------------- | ----------------------- | ----------------------- | ----------------------- | ----------------------- | ----------------------- | ----------------------- | ----------------------- | ----------------------- | ----------------------- | ----------------------- |
| Jahr                    | 1861                    | 1871                    | 1881                    | 1901                    | 1911                    | 1921                    | 1931                    | 1951                    | 1961                    | 1971                    | 1981                    | 1991                    | 2011                    | 2022                    |                         |
| Einwohner               | 2056                    | 2145                    | 2230                    | 2502                    | 2774                    | 2511                    | 2487                    | 2821                    | 3078                    | 3611                    | 4005                    | 4217                    | 4217                    | 4160                    |                         |
| Quelle: ISTAT           |                         |                         |                         |                         |                         |                         |                         |                         |                         |                         |                         |                         |                         |                         |                         |

## Sport
Am 1. Juni 2002 endete die 19. Etappe des Giro d’Italia mit Beginn in Cambagio in Monticello Brianza.

## Feste & Sehenswürdigkeiten
- Fest der Ortspatronin Agatha von Catania am 5. Februar.
- Pfarrkirche Sant’Agata, 1876 nach einem Entwurf von Tagliasecchi anstelle einer früheren Kirche erbaut, im Inneren eine Kreuzigung und einige Lithografien von Aligi Sassu.[2]
- Pfarrkirche Santa Maria della Purificazione, die 1774 in Torrevilla anstelle einer früheren katholischen Kirche errichtet wurde.[3]
- Pfarrkirche Santissimo Redentore (20. Jahrhundert) in Cortenuova.[4]
- Villa Nava, mit einem Giebel im Barockstil.[5]
- Villa Pedrazzini.[6]
- Villa Greppi wurde auf Veranlassung von Francesco Casati errichtet, dessen Name sich von der Familie ableitet, die die Villa 1853 kaufte.[7]
- Villa Bocconi (Ende des 18. Jahrhunderts), die sich im Zentrum von Monticello befindet und seit 1953 als Erholungsheim genutzt wird, wurde 1818 von Stendhal besucht.[8]
- Villa Borla.[9]

## Persönlichkeiten
- Giuseppe Sirtori (1813–1874), italienischer Soldat, Freiheitskämpfer und Politiker
- Piero Maggioni (1931–1995), italienischer Maler, wurde hier geboren

## Einzelnachweise

Panorama von Monticello Brianza